# Rankins Springs
Rankins Springs är en ort i Australien. Den ligger i kommunen Carrathool och delstaten New South Wales, i den sydöstra delen av landet, omkring 460 kilometer väster om delstatshuvudstaden Sydney.
Trakten runt Rankins Springs är nära nog obefolkad, med mindre än två invånare per kvadratkilometer.. Rankins Springs är det största samhället i trakten.
Omgivningarna runt Rankins Springs är i huvudsak ett öppet busklandskap. Genomsnittlig årsnederbörd är 523 millimeter. Den regnigaste månaden är februari, med i genomsnitt 92 mm nederbörd, och den torraste är oktober, med 15 mm nederbörd.